# Canard de la Semois
Pour les articles homonymes, voir Semois.
Le canard de la Semois est une race de petit canard domestique au plumage blanc originaire de la vallée de la Semois, en Belgique.

## Histoire
Le canard de la Semois s'est fixé dans cette région à partir du colvert, dont il a l'allure, et des canards fermiers locaux.

## Description
Le canard de la Semois est un petit canard (1,25 à 1,5 kg) toujours uniformément blanc avec parfois une petite huppe. Ses yeux ont l'iris bleu, le brun est toléré. Son bec de taille moyenne est jaune orangé, ses pattes et ses palmes, d'un orange franc. Son port est franchement horizontal.
La cane est bonne pondeuse (parfois dix œufs par ponte), bonne couveuse et bonne éleveuse, à tel point qu'elle est utilisée aussi comme couveuse et éleveuse d'oiseaux d'ornement.